# The Red Chord
The Red Chord – amerykański zespół deathcore'owy z Revere w Massachusetts.
Zespół powstał latem 1999. Pierwsza płyta zespołu Fused Together in Revolving Doors ukazała się w 2002, jej warstwa tekstowa nawiązywała do pożaru nocnego klubu w Bostonie w latach 40. Kolejne albumy - Clients w 2005 i Prey for Eyes w 2007 - zostały wydane przez Metal Blade. 
Muzyka The Red Chord jest mieszanką death metalu z grind czy metalcore'em. Zespół ma dwóch wokalistów.

## Muzycy
| Obecny skład zespołu - Guy Kozowyk - wokal prowadzący (od 1999) - Mike "Gunface" McKenzie - gitara, wokal wspierający (od 2000) - Greg Weeks - gitara basowa (od 2004) - Michael Justian - perkusja (2000–2004, 2010–2011, 2013-2014, od 2016) Muzycy koncertowi - Kevin Talley - perkusja (2006) - Tim Brault - perkusja (2014–2015) - Jon "The Charn" Rice - perkusja (2011) |  | Byli członkowie zespołu - John Longstreth - perkusja (2004) - Kevin Rampelberg - gitara (1999–2005) - Jonny Fay - gitara (2005–2007) - Mike Keller - gitara (2007–2008) - Adam Wentworth - gitara basowa (2000–2004) - Brad Fickeisen - perkusja (2004-2010) |

## Dyskografia
| Fused Together in Revolving Doors       | - Data: 19 marca 2002 - Wydawca: Robotic Empire             | –   |                  |
| Clients                                 | - Data: 17 maja 2005 - Wydawca: Metal Blade Records         | –   |                  |
| Prey for Eyes                           | - Data: 24 lipca 2007 - Wydawca: Metal Blade Records        | 198 |                  |
| Fed Through the Teeth Machine           | - Data: 27 października 2009 - Wydawca: Metal Blade Records | 180 | - USA: 2,7 tys.+ |
| „–” oznacza, że album nie był notowany. |                                                             |     |                  |